# أكريدين
أكريدين هو مركب عضوي حلقي نتروجيني له الصيغة الكيميائية C13H9N، ويكون على شكل مسحوق بلوري أبيض.

## الوفرة الطبيعية والتحضير
يوجد المركب طبيعياً في النفط وفي قطران الفحم؛ حيث جرى عزله من الأخير من قبل الكيميائيين كارل غريبه Carl Gräbe وهاينرش كارو Heinrich Caro سنة 1870 لأول مرة. يفصل الأكريدين من فطران الفحم بالمعالجة بحمض الكبريتيك الممدد، ثم بإضافة ثنائي كرومات البوتاسيوم، يلي ذلك المعالجة بالأمونيا.
يحضر المركب مخبرياً بواسطة تفاعل اصطناع بيرنتسن للأكريدين، حيث يتكاثف ثنائي فينيل الأمين مع الأحماض الكربوكسيلية بوجود كلوريد الزنك، وذلك باختيار حمض الفورميك للحصول على الأكريدين غير المستبدل.
من الطرق الأخرى إجراء تفاعل تكاثف بين الفينيلامين والكلوروفورم بوجود كلوريد الألومنيوم؛ أو بتمرير أبخرة أورثو أمينو ثنائي فينيل الميثان على عينة من المرتك (معدن أكسيد الرصاص) الساخن؛ أو بتسخين ساليسيلالدهيد مع الأنيلين وكلوريد الزنك؛ أو بتقطير الأكريدون على بخار الزنك.

## الخواص
يوجد المركب في الشروط القياسية على شكل مسحوق بلوري أبيض اللون، وهو ضعيف الانحلال في الماء، لكنه ينحل في الإيثانول وثنائي إيثيل الإيثر والبنزين. يعد الأكريدين ذا قاعدية ضعيفة، حيث تبلغ قيمة pKa في الحالة القاعية له 5.1؛ وهي قريبة من قيمة البيريدين، أما في الحالة المثارة فتبلغ القيمة 10.6. يعد الكربون رقم 9 من المواقع النشيطة لحدوث تفاعل إضافة.
يخضع الأكريدين لعدة تفاعلات كيميائية منها تفاعل الألكلة على ذرة النتروجين باستخدام مركبات يوديدات الألكيل ليشكل يوديدات ألكيل الأكريدينيوم. كما يمكن الاختزال أو المعالجة بمركب سيانيد البوتاسيوم للحصول على النتريلات؛ أو الأكسدة بمركب بيرمنغنات البوتاسيوم للحصول على حمض الأكريدنيك.

## الاستخدامات
لا توجد للأكريدين استخدامات صناعية مباشرة، وذلك على الرغم من أن هيكل الأكريدين يدخل في بنية العديد من الأصبغة، إلا أنها تحضر انطلاقاً من مواد مختلفة عنه.